# Округ Латимер (Оклахома)
Латимер (енгл. Latimer County) је округ у америчкој савезној држави Оклахома.

## Демографија
По попису из 2010. године број становника је 11.154, што је 462 (4,3%) становника више него 2000. године.
| Група             | 2000.         | 2010.         |
| Белци             | 7.747 (72,5%) | 7.718 (69,2%) |
| Афроамериканци    | 103 (1,0%)    | 83 (0,7%)     |
| Азијати           | 19 (0,2%)     | 31 (0,3%)     |
| Хиспаноамериканци | 164 (1,5%)    | 293 (2,6%)    |
| Укупно            | 10.692        | 11.154        |